# Ellenton (Georgia)
Ellenton – miasto w Stanach Zjednoczonych, w stanie Georgia, w hrabstwie Colquitt.